# L'Homme à la guitare (Braque, New York)
Pour les articles homonymes, voir L'Homme à la guitare.
L'Homme à la guitare est un tableau réalisé par le peintre français Georges Braque en 1911-1912 à Céret. Cette huile sur toile est le portrait cubiste d'un guitariste. Elle est conservée au Museum of Modern Art, à New York.